# ヤン・リンデ

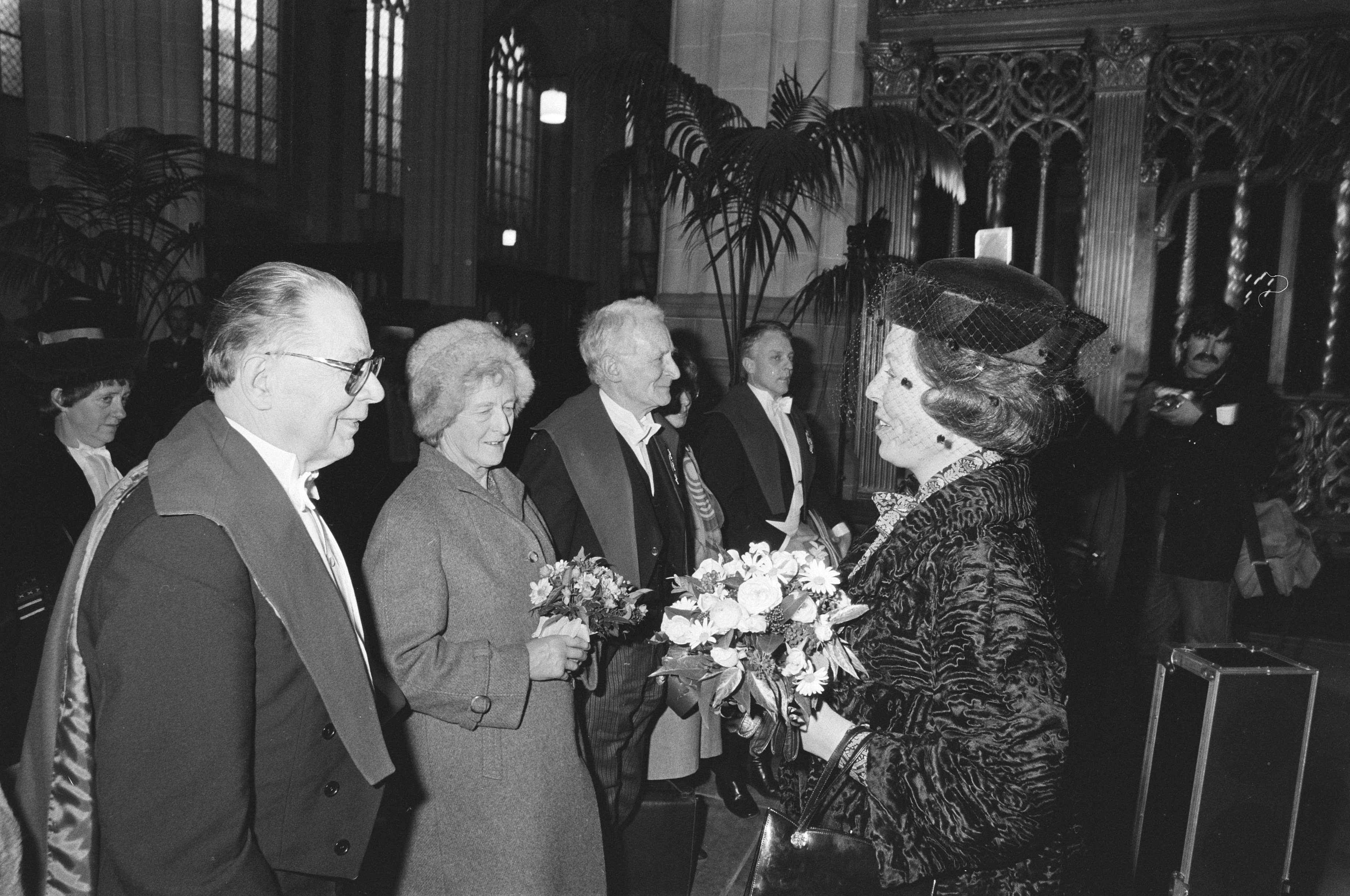
ヤン・リンデ

ヤン・リンデ（Jan Lindhe、1935年 - ）はスウェーデンの歯科医師、歯周病専門医。ヨーテボリ大学名誉教授。歯周病学における世界的権威。旭日中綬章受章者。

## 略歴
スウェーデンのマルメにある王立歯科大学を卒業。ルンド大学にて口腔外科、歯周病科の専門訓練を受ける。1957年にルンド大学の放射線学（現在の顎顔面放射線学）にて研究を始め、1964年の博士論文のタイトルはOrthogonal cutting of dentine: a methodological studyであった。その後、1964年に歯周病学の助教授に就任。歯科放射線学、口腔外科学、歯周病学の研究に6年を費やした後の1967年、ウメオ大学の歯周病学の准教授に就任した。1969年、ヨーテボリ大学歯周病学の主任教授に就任、2001年まで在籍した。1977年には歯学部長に選ばれた。1983年にはペンシルベニア大学歯科医学校の学部長となるが、1988年にヨーテボリ大学へと戻る。
南カリフォルニア大学など、アメリカにおける歯周病学のプログラムと密接な関係を維持した。
2013年には旭日中綬章を受勲。日本において歯科分野で外国人が受勲するのは、これが最初である。